# Łarisa Awdiejewa
Łarisa Iwanowna Awdiejewa (ros. Лариса Ивановна Авдеева, ur. 1925, zm. 2013) – radziecka i rosyjska śpiewaczka (mezzosopran), Ludowa Artystka RFSRR (1964). 
W 1946 ukończyła Studio Operowe im. Stanisława Stanisławskiego. Od 1947 śpiewała w Moskiewskim Akademickim Teatrze Muzycznym imienia Stanisławskiego i Niemirowicza-Danczenki. W latach 1952–1982 była solistką Teatru Bolszoj. Dała wiele koncertów i odbyła tournée po kraju i za granicą. Mąż – dyrygent Jewgienij Swietłanow .